# Arhopalus angustus
Arhopalus angustus es una especie de escarabajo longicornio del género Arhopalus, tribu Asemini, subfamilia Spondylidinae. Fue descrita científicamente por Gressitt en 1951.

## Descripción
Mide 17,5 milímetros de longitud.

## Distribución
Se distribuye por China.